# Milan Kerbr (1989)
Milan Kerbr (* 10. září 1989 Uherské Hradiště) je český fotbalový trenér, který působí v realizačním týmu Jindřicha Trpišovského ve Slavii Praha, a bývalý profesionální fotbalista, který hrával na pozici obránce. Bývalý hráč Slovácka či Slovanu Liberec ukončil svou hráčskou kariéru v Sigmě Olomouc v létě 2021.
Jeho otcem je stříbrný medailista z EURA 1996 Milan Kerbr.

## Klubová kariéra
S fotbalem začínal v 1. FC Slovácko (dříve 1. FC Synot). V květnu 2008 povýšil z dorostu do A-mužstva.
Jaro 2011 strávil na hostování ve Frýdku-Místku, jaro 2012 pro změnu v Baníku Most.
Dne 6. září 2014 ve 3. kole českého fotbalového poháru proti FC Fastav Zlín na stadionu Letná se dvěma vstřelenými góly podílel na výhře Slovácka 4:0 a postupu do osmifinále. Podzim 2015 strávil na hostování ve Slovanu Liberec.
V prosinci 2016 mu ve Slovácku vypršela smlouva a následně se dohodl na nové s klubem FC Slovan Liberec.
V lednu 2019 Kerbr přestoupil do kyperského Apollonu Limassol. Brzy se však zranil, musel na operaci se zády a rozvázal smlouvu. Jako volný hráč přestoupil v červnu do Sigmy Olomouc, kde podepsal dvouletou smlouvu. Zdravotní potíže mu ale dál nedovolovaly hrát naplno, v sezoně 2019/2020 za Sigmu odehrál jen 12 ligových zápasů, ve kterých jednou skóroval. Na jaře 2021 ukončil hráčskou kariéru a dohodl se s klubem, že se stane členem realizačního týmu. Jako asistent A-týmu zůstal do konce sezony.

## Trenérská kariéra
Jarní část sezóny 2020/21 strávil Kerbr na lavičce Sigmy Olomouc jako asistent trenéra Radoslava Látala, po sezóně klub opustil.
V lednu 2022 se stal asistentem trenéra v jiném olomouckém klubu, a to v 1. HFK Olomouc.
V roce 2023 přijal nabídku stát se asistentem trenéra Václava Jílka v Sigmě Olomouc.
V lednu 2024 se stal náhradou za Jaroslava Köstla, jenž odešel k České reprezentaci, v realizačním týmu Jindřicha Trpišovského v Slavii Praha.